# Кахексия
Кахекси́я (др.-греч. κακός «плохой» + ἕξις «состояние»); устар. худосо́чие — опасное для жизни патологическое состояние, крайнее истощение организма, которое характеризуется общей слабостью, резким снижением веса, активности физиологических процессов, а также изменением психического состояния больного, не старающегося активно похудеть. Кахексия физически ослабляет пациентов до состояния неподвижности, связанного с потерей аппетита, астенизацией и анемией, а реакция на стандартное лечение основного заболевания обычно плохая.

## Этиология
- Синдром Шихана
- Лучевая болезнь
- Стеноз пищевода, при котором затрудняется попадание пищи в желудок;
- Нерегулярное и недостаточное питание ввиду недоступности пищи
- Болезни желудочно-кишечного тракта (ЖКТ), сопровождающиеся симптомами нарушенного переваривания и всасывания пищи, среди которых хронические энтероколиты, целиакия — спру, состояние после резекции желудка и др.;
- Психогенная анорексия;
- Длительное употребление психостимуляторов
- Амилоидоз;
- Истощающие диффузные заболевания соединительной ткани;
- Длительная интоксикация при хронических инфекционных заболеваниях (бруцеллез, туберкулез и др.) и гнойных процессах (абсцессах, остеомиелитах);
- Некоторые гельминтозы;
- Акантолитическая пузырчатка;
- Тяжёлая сердечная недостаточность;
- Злокачественные опухоли (онкологическая, в частности, раковая кахексия);
- Нарушения обмена веществ и энергии при эндокринных заболеваниях, особенно при пангипопитуитаризме (гипоталамо-гипофизарная недостаточность);
- Недостаточность надпочечников;
- Недостаточность щитовидной железы;
- Тяжёлое хроническое отравление некоторыми тяжёлыми металлами, например свинцом;
- Синдром приобретённого иммунного дефицита[4].

## Симптомы
Симптомами кахексии являются резко выраженная слабость, утрата трудоспособности, резкая потеря веса, часто сопровождаемая признаками обезвоживания организма.
Потеря в весе может достигать 50% и более.
Подкожная клетчатка резко уменьшается или исчезает совсем, имеются признаки гиповитаминоза (витаминной недостаточности). Вследствие этого кожа больных становится дряблой, морщинистой, бледнеет или приобретает землисто-серый оттенок.
Также присутствуют трофические изменения волос и ногтей, может развиться стоматит, характерно появление сильных запоров.
У больных снижается половая функция, у женщин может наступить аменорея, так как у больной уменьшается объём циркулирующей крови.
Нередко снижается клубочковая фильтрация в почках. Проявляются гипопротеинемия, гипоальбуминемия, а также железоанемия или В12-дефицитная анемия.
При кахексии часто наблюдаются психические расстройства. В начале её развития появляется астения, при которой возникает раздражительная слабость, слезливость, субдепрессивное настроение. С развитием кахексии и астении в большей степени начинает проявляться адинамический компонент. При обострениях основного заболевания, которое и вызвало кахексию, могут нередко возникать помрачение сознания в форме аменции, сумеречное помрачение сознания, тяжёлые или рудиментарные формы делирия, которые сменяются тревожно-тоскливыми состояниями, апатическим ступором, псевдопаралитическим синдромом. Несмотря даже на благоприятный исход основного заболевания, вызвавшего кахексию, всегда остаётся продолжительная астения. В ряде случаев она сочетается с различными по интенсивности проявлениями психоорганического синдрома.

## Лечение
Лечение больных кахексией направлено прежде всего на основное заболевание, но обязательно включает необходимые мероприятия по восстановлению питания больных, а также тщательный общий уход за ними. В рацион обязательно включаются белки и жиры, витамины, при этом желательно использовать легкоусваиваемые продукты. При симптомах нарушенного переваривания и всасывания пищи назначают полиферментные препараты, такие как панкреатин и др. Чтобы вывести больных кахексией из тяжёлого состояния парентерально вводят глюкозу, электролиты, витамины, белковые гидролизаты, аминокислотные смеси. По показаниям применяют анаболические стероиды. При психогенной анорексии лечение назначает и проводит психиатр; могут применяться средства, повышающие аппетит.
Вызванной онкологией кахексии противостоит также восполнение уровня НАД+ в крови с помощью ниацина.